# Di Ji
Di Ji (kitajsko 帝乙), z osebnim imenom Dzi Šjan (kitajsko 子羨), je bil od leta 1101 do 1076 kralj kitajske dinastije Šang. Bil je starejši brat pol legendarnega korejskega kralja Džizija in svojega prvega ministra Bigana. Njegova prestolnica je bil Jin. 

## Zapisi
Po Bambusnih letopisih je v tretjem letu svojega vladanja ukazal  Nandžongu, naj napade barbarske Kune in po zmagi nade njimi ustanovil poveljstvo Šuofang (朔方) v pokrajini Hetao, ki se približno ujema s planoto Ordos v sedanji Notranji Mongoliji. Vojskoval se je tudi z Dongjiji.

## Sinovi
- Vejdzi (微子啟), Di Jijev najstarejši sin; po propadu dinastije Šang je bil v dinastiji Džov nagrajen z državo Song
- Vejdžong (微仲), Di Jijev drugi sin in drugi vladar Songa
- Di Šin, Di Jijev najmlajši sin, zadnji kralj Šanga[3]